# Левират
Левира́т (от лат. levir «деверь, брат мужа»), у́жичество, аманге́рство (от каз. амангерлік, әмеңгерлік) — брачный обычай, свойственный многим народам на стадии патриархально-родового строя, по которому вдова была обязана или имела право вступить вторично в брак только с ближайшими родственниками своего умершего мужа, в первую очередь — с его братьями. В представлении отдельных народов левират выступал одним из средств продолжения рода умершего ближайшими родственниками. В различных вариантах левирата усилены или ослаблены элементы обязанности и права на стороне как вдовы, так и её потенциальных мужей.

## Происхождение
Происхождение левирата объясняют различно, и в разное время было озвучено исследователями по меньшей мере три точки зрения:

### Последствия полиандрии
Большое внимание вызвала попытка некоторых социологов (особенно Мак-Леннана) рассматривать левират как переживание и последствие особой формы коллективного брака, полиандрии. По мнению этих социологов, с исчезновением полиандрии и возникновением индивидуального брака старое полиандрическое представление о принадлежности всех рождённых в семье детей старшему её члену как главе её переходит мало-помалу в то, которое мы встречаем в левирате.
Согласно этой точке зрения, левират, подобно сорорату, когда мужчина одновременно вступал в брак с двумя или более сёстрами, являлся прямым следствием норм группового брака и родовой экзогамии, в силу которых каждая женщина была естественной потенциальной женой для всех мужчин определённого рода.

### Остаток старого обычая наследования
Другая точка зрения (особенно Спенсер и Вестермарк) видит в левирате остаток старого обычая наследования вместе с имуществом также и жён умершего — обычая, видоизмененного лишь тем, что за невозможностью сожительства сына-наследника со своей матерью последняя переходила к брату умершего вместе с другими правами, которыми почему-либо (например, по малолетству) не могли воспользоваться сыновья (например, звание, должность). Экономическое основание левирату сообщает покупной брак: купленная жена, составляя собственность рода или семьи умершего, приравнивается к наследственному имуществу. Если допускается отказ от левирата, то вдова обязана возвратить калым либо может выйти замуж по своему выбору при условии уплаты пени или только с согласия родни умершего.

### Чисто юридическое
Третье воззрение, выставленное Мэном, видоизмененное и сильно поддержанное Мэйном и особенно Штарке, сближает левират с аналогичным институтом индусской «нийоги», согласно которому искусственное потомство бездетному лицу может быть обеспечено не только после его смерти, но и при его жизни путём передачи им своей жены родственнику или даже постороннему лицу для произведения сына, который считается его собственным сыном. Будучи более широким, чем левират, этот институт известен целому ряду народностей, например — древним грекам. Явно указывая на сознательное установление искусственного потомства, с определённой целью продолжения рода, он, по мнению названных писателей, имеет чисто юридическую основу: признание принадлежности детей не их действительному родителю, а прежде всего тому, под чьей властью находится женщина, от которой происходит ребёнок.

## Распространение
В древности левират был широко распространён у многих народов. У ряда народов (у древних евреев, индусов, на Северном Кавказе только у осетин и чеченцев, у туркмен, киргизов, казахов, таджиков, монголов, уйгур и других) левират сохранялся долгое время, чему способствовало два фактора. Первый — обычай калыма (женщина, за которую заплачен калым, считалась собственностью рода или семьи, купивших её, что обязывало вдову остаться и после смерти мужа в пределах его семьи или рода). Вдова, нарушившая обычай левирата, обязана была возвратить родственникам калым. Вторая причина — это необходимость строго соблюдать родовую линию и сохранения знаний о своем племенном происхождении, ребёнок вдовы не должен покидать племя и род своего отца и должен воспитываться в семье, близкой к его отцу. Этим шагом решается сразу несколько проблем:
1. обустройство вдовы (она не у чужих людей, материальное положение почти не меняется),[источник не указан 4093 дня]
2. полная адаптация ребёнка вдовы с другими детьми нового мужа (он или она среди своих, все они кровные братья, сестры, у них общий предок, нет отторжения детей в семье),[источник не указан 4093 дня]
3. когда дети-сироты растут в пределах своего рода (племени), снижается вероятность кровосмешения между кровными родственниками (если представитель одного рода может вступать в брак только с представителем другого рода, нет риска в другом роду встретить своих кровных родственников).[источник не указан 4093 дня]

Следов соответствующего института в славянских обычаях не наблюдается.

## Законодательное закрепление
Этот обычай был закреплен на уровне закона в Пятикнижии (Втор. 25:5-10) в следующем виде:

Если братья живут вместе и один из них умрёт, не имея у себя сына, то жена умершего не должна выходить на сторону за человека чужого, но деверь её должен войти к ней и взять её себе в жену, и жить с нею, — и первенец, которого она родит, останется с именем брата его умершего, чтоб имя его не изгладилось в Израиле. Если же он не захочет взять невестку свою, то невестка его пойдет к воротам, к старейшинам, и скажет: «деверь мой отказывается восставить имя брата своего в Израиле, не хочет жениться на мне»; тогда старейшины города его должны призвать его и уговаривать его, и если он станет и скажет: «не хочу взять её», тогда невестка его пусть пойдёт к нему в глазах старейшин, и снимет сапог его с ноги его, и плюнет в лице его, и скажет: «так поступают с человеком, который не созидает дома брату своему». И нарекут ему имя в Израиле: «дом разутого».

В законах Ману содержится схожее постановление, по которому в случае бездетной смерти мужа, принадлежащего к низшему, служащему классу, его вдова обязывается прижить сына с братом или другим родственником мужа, однако не более чем одного (Ману, IX, 59—64).

## Интересные факты
На примере левирата саддукеи пытаются показать в диспуте с Иисусом несостоятельность идеи воскресения в Евангелиях от Марка, от Матфея и от Луки.
По одной из версий, Иосиф, обручник Пресвятой Богородицы, Матери Иисуса Христа, был рожден в левирате, чем объясняются различия в двух родословиях Иисуса Христа.
Легендарный царь Израильский Давид был потомком левирата израильтянина Вооза и моавитянки Руфи (см. Книга Руфь), причём не обязательного по Закону Моисееву левирата между вдовой и её деверем, а, видимо, по обычаю. Руфь, предлагая Воозу жениться на ней, говорит: «я Руфь, раба твоя, простри крыло твое на рабу твою, ибо ты родственник», а в ответ вначале слышит: «хотя и правда, что я родственник, но есть ещё родственник ближе меня» — то есть речь идёт об обычае левирата, хотя Вооз не был деверем Руфи и не обязан был жениться, равно как и упомянутый родственник, который отказался, «чтобы не расстроить своего удела», и не был наказан.
В трагедии У. Шекспира «Гамлет, принц Датский», мать Гамлета, Гертруда, после смерти своего мужа, Гамлета-старшего, выходит замуж за его брата Клавдия; таким образом, в сюжете пьесы также можно усматривать отголоски обычая левирата.